# Ionactis
Ionactis es un pequeño género de cinco especies de plantas de flores perteneciente a la familia (Asteraceae).
El nombre Ionactis deriva del griego y significa "rayos violeta". 
Esta planta parecida al Aster es endémica de Norteamérica. Cuatro especies se desarrollan en las rocas de media y alta altura de las Montañas Rocosas y Montañas Cascada, Una especie  Ionactis linariifolia, se distribuye por todo el este de Norteamérica.
Ionactis fue clasificado como género separado por Edward Lee Greene en 1897 con la especie  Ionactis linariifolia, que ya había clasificado Carolus Linnaeus como Aster linariifolius. Otras tres especies fueron anteriormente clasificadas en Aster, Chaetopappa o Ionactis. Las especies Aster están ahora restringidas a Eurasia.
Son plantas perennes herbáceas densas con 2,5 cm de longitud (raramente 10 cm). Las hojas espatuladas son pequeñas. Las pequeñas flores se encuentran en racimos o solitarias en tallos terminales, son de color blanco, azul, lavanda, púrpura o azul-violeta. Los discos florales estériles son amarillos.

## Taxonomía
El género fue descrito por Edward Lee Greene y publicado en Pittonia 3(17C): 245–246. 1897.

## Especies
- Ionactis alpina
- Ionactis caelestis
- Ionactis elegans
- Ionactis linariifolia
- Ionactis stenomeres